# Dyskografia Flo Ridy
Dyskografia Flo Ridy – amerykańskiego rapera składa się z czterech albumów studyjnych, czterech minialbumów oraz pięćdziesięciu ośmiu singli (w tym pięćdziesiąt pięć z gościnnym udziałem i dziewięć promocyjnych).
Debiutancki album rapera, Mail on Sunday, został wydany 17 marca 2008. Pochodzący z niego singel „Low” uplasował się na szczycie list przebojów w Australii, Kanadzie, Irlandii, Nowej Zelandii oraz w Stanach Zjednoczonych. Uzyskał on też status siedmiokrotnej platynowej płyty w Stanach Zjednoczonych, trzykrotnej platynowej płyty w Australii i Kanadzie, platynowej w Szwajcarii i w Wielkiej Brytanii oraz złotej płyty w Niemczech. Następnymi singlami pochodzącymi z Mail on Sunday były „Elevator” i „In the Ayer”. 23 marca 2009 roku Flo Rida wydał drugi album studyjny, R.O.O.T.S., który zajął piąte miejsce na liście UK Albums Chart. Ponadto uzyskał status złotej płyty w Kanadzie i srebrnej płyty w Wielkiej Brytanii. Pierwszy singel pochodzący z albumu, „Right Round”, nagrany wspólnie z Keshą, zajął pierwsze miejsce na listach przebojów w Stanach Zjednoczonych, Australii, Kanadzie, Irlandii i Wielkiej Brytanii. Kolejne single – „Sugar”, „Jump” i „Be on You” – uplasowały się na listach przebojów w tych krajach. W 2010 roku został wydany kolejny album rapera zatytułowany, Only One Flo (Part 1), który nie zyskał tak dużej popularności jak poprzednie albumy, sprzedając się w Stanach Zjednoczonych w nakładzie 54 000 kopii. Pochodzący z albumu singel „Club Can’t Handle Me”, wyprodukowany przez Davida Guettę, pojawił się na ścieżce dźwiękowej do filmu Step Up 3-D. Singel zajął pierwsze miejsce na listach Irish Singles Chart oraz UK Singles Chart. Kolejnymi singlami z płyty były „Turn Around (5, 4, 3, 2, 1)” i „Who Dat Girl”. 29 sierpnia 2011 roku ukazał się singel „Good Feeling”, promujący czwarty album studyjny rapera, zatytułowany Wild Ones. Singel uzyskał status pięciokrotnej platynowej płyty w Australii i Kanadzie, czterokrotnej platynowej płyty w Stanach Zjednoczonych, dwukrotnej platynowej płyty w Szwajcarii oraz platynowej płyty w Austrii, Niemczech i w Wielkiej Brytanii. Drugim singlem z płyty został utwór „Wild Ones” nagrany z gościnnym udziałem Sii, który uplasował się na szczycie list przebojów w Australii, Kanadzie, Norwegii oraz w Nowej Zelandii. Na trzeci singel wybrano utwór „Whistle”, który stał się trzecim utworem w karierze Flo Ridy numerem jeden w notowaniu Hot 100. Następnymi singlami z czwartego albumu były „I Cry”, „Sweet Spot” oraz „Let It Roll”. W 2013 roku ukazały się single „Can't Believe It” i „How I Feel”, które nie znalazły się na żadnym albumie studyjnym rapera. 21 października 2014 roku został wydany singel „G.D.F.R.”, który zadebiutował na trzeciej pozycji w notowaniu UK Singles Chart. Znalazł się on na czwartym minialbumie Flo Ridy, zatytułowanym My House, którego premiera miała miejsce 7 kwietnia 2015 roku. Drugim singlem z tego minialbumu został utwór „I Don't Like It, I Love It” nagrany z gościnnym udziałem Robina Thicke i Verdine White’a. Uzyskał on status złotej płyty w Australii.

## Albumy studyjne
| Rok                                                     | Dane dot. albumu                                                                                                | Najwyższe pozycje na listach | Najwyższe pozycje na listach | Najwyższe pozycje na listach | Najwyższe pozycje na listach | Najwyższe pozycje na listach | Najwyższe pozycje na listach | Najwyższe pozycje na listach | Najwyższe pozycje na listach | Najwyższe pozycje na listach | Najwyższe pozycje na listach | Najwyższe pozycje na listach | Najwyższe pozycje na listach | Najwyższe pozycje na listach | Najwyższe pozycje na listach | Najwyższe pozycje na listach | Najwyższe pozycje na listach | Certyfikat                                          |
| Rok                                                     | Dane dot. albumu                                                                                                | USA                          | AUS                          | AUT                          | BEL (FLA)                    | BEL (WAL)                    | CAN                          | FRA                          | DEU                          | IRL                          | ITA                          | NLD                          | NOR                          | NZL                          | SWE                          | CHE                          | GBR                          | Certyfikat                                          |
| ------------------------------------------------------- | --- | ---------------------------- | ---------------------------- | ---------------------------- | ---------------------------- | ---------------------------- | ---------------------------- | ---------------------------- | ---------------------------- | ---------------------------- | ---------------------------- | ---------------------------- | ---------------------------- | ---------------------------- | ---------------------------- | ---------------------------- | ---------------------------- | --------------------------------------------------- |
| 2008                                                    | Mail on Sunday - Wydany: 17 marca 2008 - Wytwórnia: Atlantic, Poe Boy - Format: CD, digital download            | 4                            | 21                           | –                            | 39                           | –                            | 4                            | 129                          | 50                           | 57                           | –                            | –                            | –                            | 14                           | –                            | 60                           | 29                           | - AUS: złoto - CAN: złoto - GBR: złoto              |
| 2009                                                    | R.O.O.T.S. - Wydany: 31 marca 2009 - Wytwórnia: Atlantic, Poe Boy - Format: CD, digital download                | 8                            | 6                            | 21                           | 19                           | 55                           | 6                            | 25                           | 21                           | 13                           | 99                           | 69                           | –                            | 13                           | –                            | 14                           | 5                            | - CAN: złoto - GBR: srebro                          |
| 2010                                                    | Only One Flo (Part 1) - Wydany: 24 listopada 2010 - Wytwórnia: Atlantic, Poe Boy - Format: CD, digital download | 107                          | 82                           | –                            | –                            | –                            | 70                           | –                            | –                            | –                            | –                            | –                            | –                            | –                            | –                            | –                            | 179                          |                                                     |
| 2012                                                    | Wild Ones - Wydany: 3 lipca 2012 - Wytwórnia: Atlantic, Poe Boy - Format: CD, digital download                  | 14                           | 5                            | 8                            | 47                           | 51                           | 1                            | 19                           | 16                           | 9                            | –                            | 57                           | 39                           | 6                            | 31                           | 7                            | 8                            | - AUS: złoto - CAN: złoto - SWE: złoto - GBR: złoto |
| „–” oznacza, że album nie był notowany na danej liście. | |                              |                              |                              |                              |                              |                              |                              |                              |                              |                              |                              |                              |                              |                              |                              |                              |                                                     |

## EP
| Rok                                                         | Dane dot. albumu                                                                                      | Najwyższe pozycje na listach | Najwyższe pozycje na listach | Najwyższe pozycje na listach | Najwyższe pozycje na listach | Najwyższe pozycje na listach | Najwyższe pozycje na listach | Najwyższe pozycje na listach |
| Rok                                                         | Dane dot. albumu                                                                                      | USA                          | AUS                          | DNK                          | FIN                          | NOR                          | NZL                          | SWE                          |
| ----------------------------------------------------------- | --- | ---------------------------- | ---------------------------- | ---------------------------- | ---------------------------- | ---------------------------- | ---------------------------- | ---------------------------- |
| 2009                                                        | iTunes Festival: London 2009 - Wydany: 15 lipca 2009 - Wytwórnia: Atlantic - Format: digital download | –                            | –                            | –                            | –                            | –                            | –                            | –                            |
| 2009                                                        | Hits Mix EP - Wydany: 30 listopada 2009 - Wytwórnia: Atlantic - Format: digital download              | –                            | –                            | –                            | –                            | –                            | –                            | –                            |
| 2012                                                        | Good Feeling - Wydany: 6 kwietnia 2012 - Wytwórnia: Sony Music - Format: CD, digital download         | –                            | 12                           | –                            | –                            | –                            | 5                            | –                            |
| 2015                                                        | My House - Wydany: 7 kwietnia 2015 - Wytwórnia: Boy, Atlantic - Format: digital download              | 14                           | –                            | 20                           | 17                           | 1                            | –                            | 18                           |
| „–” oznacza, że minialbum nie był notowany na danej liście. | |                              |                              |                              |                              |                              |                              |                              |

## Single

### Jako główny artysta
| Rok                                                      | Tytuł                                                             | Najwyższe pozycje na listach | Najwyższe pozycje na listach | Najwyższe pozycje na listach | Najwyższe pozycje na listach | Najwyższe pozycje na listach | Najwyższe pozycje na listach | Najwyższe pozycje na listach | Najwyższe pozycje na listach | Najwyższe pozycje na listach | Najwyższe pozycje na listach | Najwyższe pozycje na listach | Najwyższe pozycje na listach | Najwyższe pozycje na listach | Najwyższe pozycje na listach | Najwyższe pozycje na listach | Najwyższe pozycje na listach | Najwyższe pozycje na listach | Najwyższe pozycje na listach | Najwyższe pozycje na listach | Najwyższe pozycje na listach | Certyfikat | Album                 |
| Rok                                                      | Tytuł                                                             | USA                          | AUS                          | AUT                          | BEL (FLA)                    | BEL (WAL)                    | CAN                          | DNK                          | ESP                          | FIN                          | FRA                          | DEU                          | IRL                          | ITA                          | NLD                          | NOR                          | NZL                          | POL (Air.)                   | SWE                          | CHE                          | GBR                          | Certyfikat | Album                 |
| -------------------------------------------------------- | ----------------------------------------------------------------- | ---------------------------- | ---------------------------- | ---------------------------- | ---------------------------- | ---------------------------- | ---------------------------- | ---------------------------- | ---------------------------- | ---------------------------- | ---------------------------- | ---------------------------- | ---------------------------- | ---------------------------- | ---------------------------- | ---------------------------- | ---------------------------- | ---------------------------- | ---------------------------- | ---------------------------- | ---------------------------- | --- | --------------------- |
| 2007                                                     | „Low” (feat. T-Pain)                                              | 1                            | 1                            | 9                            | 7                            | 24                           | 1                            | 9                            | –                            | 9                            | 33                           | 13                           | 1                            | –                            | 55                           | 12                           | 1                            | –                            | 17                           | 13                           | 2                            | - USA: 7× platyna - AUS: 3× platyna - CAN: 3× platyna - DEU: złoto - CHE: platyna - GBR: platyna                                     | Mail on Sunday        |
| 2008                                                     | „Elevator” (feat. Timbaland)                                      | 16                           | 13                           | 69                           | 47                           | –                            | 10                           | –                            | –                            | –                            | –                            | 34                           | 11                           | –                            | –                            | –                            | –                            | –                            | 19                           | 92                           | 20                           | - USA: złoto - AUS: złoto - CAN: złoto                                                                                               | Mail on Sunday        |
| 2008                                                     | „In the Ayer” (feat. will.i.am)                                   | 9                            | 19                           | –                            | –                            | –                            | 13                           | –                            | –                            | –                            | –                            | 50                           | 13                           | –                            | –                            | –                            | 9                            | –                            | 20                           | –                            | 29                           | - USA: 2× platyna - CAN: platyna | Mail on Sunday        |
| 2009                                                     | „Right Round” (feat. Kesha)                                       | 1                            | 1                            | 2                            | 2                            | 1                            | 1                            | 3                            | 7                            | 3                            | 2                            | 4                            | 1                            | 18                           | 4                            | 2                            | 2                            | –                            | 2                            | 2                            | 1                            | - USA: 6× platyna - AUS: 3× platyna - CAN: 4× platyna - FIN: złoto - DEU: platyna - CHE: platyna - GBR: złoto                        | R.O.O.T.S.            |
| 2009                                                     | „Shone” (feat. Pleasure P)                                        | 57                           | –                            | –                            | –                            | –                            | 38                           | –                            | –                            | –                            | –                            | –                            | –                            | –                            | –                            | –                            | –                            | –                            | –                            | –                            | 144                          | | R.O.O.T.S.            |
| 2009                                                     | „Sugar” (feat. Wynter Gordon)                                     | 5                            | 20                           | 28                           | 40                           | 21                           | 8                            | –                            | –                            | 7                            | 9                            | 37                           | 14                           | –                            | 39                           | –                            | 26                           | –                            | 31                           | 40                           | 19                           | - USA: platyna - CAN: złoto | R.O.O.T.S.            |
| 2009                                                     | „Jump” (feat. Nelly Furtado)                                      | 54                           | 18                           | 34                           | –                            | –                            | 32                           | –                            | –                            | –                            | –                            | 27                           | 26                           | –                            | –                            | –                            | 33                           | –                            | –                            | –                            | 21                           | | R.O.O.T.S.            |
| 2009                                                     | „Be on You” (feat. Ne-Yo)                                         | 19                           | –                            | –                            | –                            | –                            | 61                           | –                            | –                            | –                            | –                            | –                            | –                            | –                            | –                            | –                            | –                            | –                            | –                            | –                            | 51                           | | R.O.O.T.S.            |
| 2010                                                     | „Club Can’t Handle Me” (feat. David Guetta)                       | 9                            | 3                            | 3                            | 5                            | 4                            | 4                            | 21                           | 4                            | 5                            | 72                           | 4                            | 1                            | 7                            | 10                           | 7                            | 3                            | 1                            | 11                           | 3                            | 1                            | - USA: 3× platyna - AUS: 3× platyna - CAN: złoto - DEU: platyna - ITA: platyna - CHE: platyna - GBR: platyna                         | Only One Flo (Part 1) |
| 2010                                                     | „Turn Around (5, 4, 3, 2, 1)”                                     | 98                           | 12                           | 7                            | –                            | –                            | 46                           | 38                           | 36                           | 16                           | –                            | 8                            | 36                           | –                            | –                            | –                            | 33                           | –                            | 54                           | 21                           | 41                           | - AUS: 2× platyna - DEU: złoto | Only One Flo (Part 1) |
| 2011                                                     | „Who Dat Girl” (feat. Akon)                                       | 29                           | 10                           | 45                           | –                            | –                            | 16                           | –                            | –                            | –                            | –                            | –                            | –                            | –                            | –                            | –                            | –                            | –                            | –                            | –                            | 64                           | - AUS: platyna - CAN: platyna | Only One Flo (Part 1) |
| 2011                                                     | „Good Feeling”                                                    | 3                            | 4                            | 1                            | 10                           | 4                            | 2                            | 14                           | 11                           | 7                            | 3                            | 1                            | 1                            | –                            | 69                           | 7                            | 5                            | –                            | 4                            | 3                            | 1                            | - USA: 4× platyna - AUS: 5× platyna - AUT: platyna - CAN: 5× platyna - DEU: platyna - CHE: 2× platyna - GBR: platyna                 | Wild Ones             |
| 2011                                                     | „Wild Ones” (feat. Sia)                                           | 5                            | 1                            | 2                            | 8                            | 13                           | 1                            | 11                           | 23                           | 6                            | 11                           | 6                            | 3                            | –                            | 15                           | 1                            | 1                            | 2                            | 3                            | 3                            | 4                            | - USA: 3× platyna - AUS: 7× platyna - AUT: platyna - CAN: 5× platyna - DEU: złoto - ITA: złoto - CHE: platyna - GBR: platyna         | Wild Ones             |
| 2012                                                     | „Whistle”                                                         | 1                            | 1                            | 2                            | 2                            | 8                            | 1                            | 3                            | 8                            | 3                            | 2                            | 2                            | 1                            | 3                            | 5                            | 1                            | 1                            | 1                            | 1                            | 1                            | 2                            | - USA: 2× platyna - AUS: 7× platyna - AUT: platyna - CAN: 5× platyna - DEU: 3× złoto - ITA: 2× platyna - CHE: platyna - GBR: platyna | Wild Ones             |
| 2012                                                     | „I Cry”                                                           | 6                            | 3                            | 6                            | 8                            | 19                           | 9                            | 8                            | 32                           | 1                            | 9                            | 10                           | 12                           | –                            | 40                           | 1                            | 4                            | –                            | 17                           | 9                            | 3                            | - USA: 2× platyna - AUS: 3× platyna - CAN: 2× platyna - DEU: złoto - CHE: platyna - GBR: złoto                                       | Wild Ones             |
| 2013                                                     | „Sweet Spot” (feat. Jennifer Lopez)                               | –                            | 25                           | 39                           | –                            | –                            | –                            | –                            | –                            | –                            | 195                          | –                            | –                            | –                            | –                            | –                            | –                            | –                            | –                            | –                            | –                            | - AUS: złoto | Wild Ones             |
| 2013                                                     | „Let It Roll”                                                     | –                            | 7                            | 6                            | –                            | –                            | 23                           | –                            | –                            | –                            | 86                           | 24                           | 34                           | –                            | 66                           | –                            | 18                           | –                            | –                            | –                            | 17                           | | Wild Ones             |
| 2013                                                     | „Can't Believe It” (feat. Pitbull)                                | –                            | 7                            | 16                           | –                            | –                            | 26                           | 16                           | –                            | –                            | 92                           | 4                            | 19                           | –                            | –                            | –                            | 36                           | –                            | –                            | 19                           | –                            | - AUS: złoto | –                     |
| 2013                                                     | „How I Feel”                                                      | 96                           | 20                           | 6                            | –                            | –                            | 57                           | –                            | –                            | –                            | –                            | 24                           | 31                           | –                            | –                            | –                            | –                            | –                            | –                            | 24                           | 8                            | - AUS: złoto | –                     |
| 2014                                                     | „G.D.F.R.” (feat. Sage the Gemini & Lookas)                       | 8                            | 36                           | 12                           | 19                           | 19                           | 10                           | 10                           | 27                           | 8                            | 22                           | 7                            | 15                           | 34                           | 17                           | 8                            | 21                           | –                            | 12                           | 23                           | 3                            | - USA: 2× platyna - AUS: złoto - CAN: platyna - ITA: platyna - GBR: srebro - POL: platyna                                            | My House              |
| 2015                                                     | „I Don't Like It, I Love It” (feat. Robin Thicke & Verdine White) | 63                           | 17                           | 59                           | 22                           | 44                           | 68                           | 32                           | –                            | –                            | –                            | 37                           | 8                            | –                            | 20                           | –                            | 15                           | 4                            | –                            | –                            | 7                            | - AUS: złoto - POL: złoto | My House              |
| 2015                                                     | „My House”                                                        |                              |                              |                              |                              |                              |                              |                              |                              |                              |                              |                              |                              |                              |                              |                              |                              |                              |                              |                              |                              | - AUS: złoto - POL: 2× platyna | My House              |
| „–” oznacza, że singel nie był notowany na danej liście. |                                                                   |                              |                              |                              |                              |                              |                              |                              |                              |                              |                              |                              |                              |                              |                              |                              |                              |                              |                              |                              |                              | |                       |

### Z gościnnym udziałem
| Rok                                                      | Tytuł                                                                      | Najwyższe pozycje na listach | Najwyższe pozycje na listach | Najwyższe pozycje na listach | Najwyższe pozycje na listach | Najwyższe pozycje na listach | Najwyższe pozycje na listach | Najwyższe pozycje na listach | Najwyższe pozycje na listach | Najwyższe pozycje na listach | Najwyższe pozycje na listach | Najwyższe pozycje na listach | Najwyższe pozycje na listach | Certyfikat | Album                                  |
| Rok                                                      | Tytuł                                                                      | USA                          | AUS                          | AUT                          | CAN                          | DNK                          | FRA                          | DEU                          | IRL                          | NZL                          | SWE                          | CHE                          | UK                           | Certyfikat | Album                                  |
| -------------------------------------------------------- | -------------------------------------------------------------------------- | ---------------------------- | ---------------------------- | ---------------------------- | ---------------------------- | ---------------------------- | ---------------------------- | ---------------------------- | ---------------------------- | ---------------------------- | ---------------------------- | ---------------------------- | ---------------------------- | --- | -------------------------------------- |
| 2008                                                     | „Move Shake Drop (Remix)” (singel DJ Laza wraz z Casely i Pitbullem)       | 56                           | –                            | –                            | –                            | –                            | –                            | –                            | –                            | –                            | –                            | –                            | –                            | | Category 6                             |
| 2008                                                     | „We Break the Dawn (Part 2)” (singel Michelle Williams)                    | –                            | –                            | –                            | –                            | –                            | –                            | –                            | –                            | –                            | –                            | –                            | –                            | | Unexpected                             |
| 2008                                                     | „Running Back” (singel Jessiki Mauboy)                                     | –                            | 3                            | –                            | –                            | –                            | –                            | –                            | –                            | –                            | –                            | –                            | –                            | | Been Waiting                           |
| 2008                                                     | „Just Know Dat” (singel Brisco wraz Lilem Wayne’em)                        | –                            | –                            | –                            | –                            | –                            | –                            | –                            | –                            | –                            | –                            | –                            | –                            | | Street Medicine                        |
| 2009                                                     | „Feel It” (singel DJ Felli Fel wraz z T-Painem, Seanem Paulem i Pitbullem) | –                            | –                            | –                            | –                            | –                            | –                            | –                            | –                            | –                            | –                            | –                            | –                            | | –                                      |
| 2009                                                     | „Sunshine” (singel Phyllisii wraz z Ne-Yo)                                 | –                            | –                            | –                            | –                            | –                            | –                            | –                            | –                            | –                            | –                            | –                            | –                            | | –                                      |
| 2009                                                     | „Good Girls Like Bad Boys” (singel Jadyn Marii)                            | –                            | –                            | –                            | –                            | –                            | –                            | –                            | –                            | –                            | –                            | –                            | –                            | | –                                      |
| 2009                                                     | „Cause a Scene” (singel Teairra Marí)                                      | –                            | –                            | –                            | –                            | –                            | –                            | –                            | –                            | –                            | –                            | –                            | –                            | | –                                      |
| 2009                                                     | „Ruff Me Up” (singel Brooke Hogan)                                         | –                            | –                            | –                            | –                            | –                            | –                            | –                            | –                            | –                            | –                            | –                            | –                            | | The Redemption                         |
| 2009                                                     | „Come Alive” (singel Masha K)                                              | –                            | –                            | –                            | –                            | –                            | –                            | –                            | –                            | –                            | –                            | –                            | –                            | | –                                      |
| 2009                                                     | „Bad Boys” (singel Alexandry Burke)                                        | –                            | –                            | 22                           | –                            | 39                           | –                            | 14                           | 1                            | –                            | 6                            | 12                           | 1                            | - GBR: platynowa płyta | Overcome                               |
| 2009                                                     | „Drop That” (singel Mista Mac wraz z Brisco i BallGreezy)                  | –                            | –                            | –                            | –                            | –                            | –                            | –                            | –                            | –                            | –                            | –                            | –                            | | Live from the 305                      |
| 2009                                                     | „The Next Door (Indestructible)” (singel Exile)                            | –                            | –                            | –                            | –                            | –                            | –                            | –                            | –                            | –                            | –                            | –                            | –                            | | –                                      |
| 2009                                                     | „Feelin on My A” (singel Dear Jayna)                                       | –                            | –                            | –                            | –                            | –                            | –                            | –                            | –                            | –                            | –                            | –                            | –                            | | –                                      |
| 2009                                                     | „Kick It Out” (singel Boom Boom Satellites)                                | –                            | –                            | –                            | –                            | –                            | –                            | –                            | –                            | –                            | –                            | –                            | –                            | | Remixed                                |
| 2009                                                     | „Candy Girl (Sugar Sugar)” (singel Inner Circle)                           | –                            | –                            | –                            | –                            | –                            | –                            | –                            | –                            | –                            | –                            | –                            | –                            | | Bringin’ da Heat                       |
| 2009                                                     | „Dance with Me” (singel Aarona Cartera)                                    | –                            | –                            | –                            | –                            | –                            | –                            | –                            | –                            | –                            | –                            | –                            | –                            | | –                                      |
| 2009                                                     | „Feel It” (singel Three 6 Mafii wraz z Tiësto i Seanem Kingstonem)         | 78                           | –                            | 20                           | 33                           | –                            | –                            | 21                           | 39                           | –                            | –                            | –                            | 83                           | | –                                      |
| 2009                                                     | „Replay (Remix)” (singel Iyaza)                                            | –                            | –                            | –                            | –                            | –                            | –                            | –                            | –                            | –                            | –                            | –                            | –                            | | –                                      |
| 2010                                                     | „What Girls Like” (singel Smokeya wraz z Git Fresh)                        | –                            | –                            | –                            | –                            | –                            | –                            | –                            | –                            | –                            | –                            | –                            | –                            | | –                                      |
| 2010                                                     | „Drop” (singel Ultimate wraz z Git Fresh)                                  | –                            | –                            | –                            | –                            | –                            | –                            | –                            | –                            | –                            | –                            | –                            | –                            | | –                                      |
| 2010                                                     | „Dancin’ for Me” (singel J. Lewisa)                                        | –                            | –                            | –                            | –                            | –                            | –                            | –                            | –                            | –                            | –                            | –                            | –                            | | –                                      |
| 2010                                                     | „Caught Me Slippin” (singel Starboy Nathana)                               | –                            | –                            | –                            | –                            | –                            | –                            | –                            | –                            | –                            | –                            | –                            | –                            | | 3D – Determination, Dedication, Desire |
| 2010                                                     | „iYiYi” (singel Cody Simpsona)                                             | –                            | 19                           | –                            | 73                           | –                            | –                            | –                            | –                            | 29                           | –                            | –                            | –                            | - AUS: złota płyta - CAN: złota płyta | 4 U                                    |
| 2010                                                     | „Let Me Show U” (singel Wesleya)                                           | –                            | –                            | –                            | –                            | –                            | –                            | –                            | –                            | –                            | –                            | –                            | –                            | | –                                      |
| 2010                                                     | „You Make the Rain Fall” (singel Kevina Rudolfa)                           | –                            | –                            | –                            | 76                           | –                            | –                            | –                            | –                            | –                            | –                            | –                            | –                            | | To the Sky                             |
| 2010                                                     | „Higher” (singel The Saturdays)                                            | –                            | –                            | –                            | –                            | –                            | –                            | –                            | 11                           | –                            | –                            | –                            | 10                           | - GBR: srebrna płyta | Headlines!                             |
| 2010                                                     | „SMH (Shakin’ My Head)” (singel Detaila)                                   | –                            | –                            | –                            | –                            | –                            | –                            | –                            | –                            | –                            | –                            | –                            | –                            | | –                                      |
| 2011                                                     | „Dance with Me” (singel Justice Crew)                                      | –                            | 44                           | –                            | –                            | –                            | –                            | –                            | –                            | –                            | –                            | –                            | –                            | - AUS: złota płyta | –                                      |
| 2011                                                     | „Anywhere” (singel Kevina Lyttle)                                          | –                            | –                            | –                            | –                            | –                            | –                            | –                            | –                            | –                            | –                            | –                            | –                            | | –                                      |
| 2011                                                     | „Where Them Girls At” (singel Davida Guetty wraz z Nicki Minaj)            | 14                           | 6                            | 3                            | 3                            | 9                            | 4                            | 5                            | 5                            | 6                            | 7                            | 3                            | 3                            | - USA: platynowa płyta - AUS: 2× platynowa płyta - AUT: złota płyta - DEU: złota płyta - CHE: platynowa płyta - GBR: złota płyta                                              | Nothing but the Beat                   |
| 2011                                                     | „I'm Alright” (singel Jean-Rocha wraz z Kat DeLuną)                        | –                            | –                            | –                            | –                            | –                            | 33                           | –                            | –                            | –                            | –                            | –                            | –                            | | Music Saved My Life                    |
| 2011                                                     | „Club Rocker” (singel Inny)                                                | –                            | –                            | 14                           | –                            | 26                           | –                            | 55                           | –                            | –                            | –                            | 64                           | –                            | | I Am the Club Rocker                   |
| 2011                                                     | „Hangover” (singel Taio Cruza)                                             | 62                           | 3                            | 1                            | 20                           | 15                           | 8                            | 2                            | 22                           | 10                           | 14                           | 1                            | 27                           | - AUS: 4× platynowa płyta - AUT: 2× platynowa płyta - DEU: platynowa płyta - CHE: 3× platynowa płyta                                                                          | TY.O                                   |
| 2011                                                     | „Take Over” (singel Mizz Niny)                                             | –                            | –                            | –                            | –                            | –                            | –                            | –                            | –                            | –                            | –                            | –                            | –                            | | Take Over                              |
| 2012                                                     | „Baby It’s the Last Time” (singel R.J wraz z Qwote)                        | –                            | –                            | 59                           | –                            | –                            | –                            | 93                           | –                            | –                            | –                            | –                            | –                            | | –                                      |
| 2012                                                     | „I’m Tired” (singel Phyllisii)                                             | –                            | –                            | –                            | –                            | –                            | –                            | –                            | –                            | –                            | –                            | –                            | –                            | | –                                      |
| 2012                                                     | „Quiero Creer” (singel Beto Cuevas)                                        | –                            | –                            | –                            | –                            | –                            | –                            | –                            | –                            | –                            | –                            | –                            | –                            | | Transformación                         |
| 2012                                                     | „Goin' In” (singel Jennifer Lopez)                                         | –                            | –                            | 58                           | –                            | –                            | –                            | 67                           | –                            | –                            | –                            | –                            | –                            | | Step Up Revolution                     |
| 2012                                                     | „Get Low” (singel Waka Flocka Flame’a wraz z Nicki Minaj i Tygi)           | 72                           | –                            | –                            | 58                           | –                            | –                            | –                            | –                            | –                            | –                            | –                            | –                            | | Triple F Life: Friends, Fans & Family  |
| 2012                                                     | „Troublemaker” (singel Olly’ego Mursa)                                     | 25                           | 4                            | 3                            | 51                           | 13                           | 41                           | 2                            | 3                            | 5                            | 31                           | 8                            | 1                            | - USA: platynowa płyta - AUS: 2× platynowa płyta - AUT: złota płyta - CAN: 2× platynowa płyta - DEU: złota płyta - ITA: złota płyta - CHE: złota płyta - GBR: platynowa płyta | Right Place Right Time                 |
| 2012                                                     | „Change Your Life” (singel Far East Movement wraz z Sidney Samsonem)       | –                            | 60                           | –                            | –                            | –                            | –                            | 91                           | –                            | –                            | –                            | –                            | –                            | | Dirty Bass                             |
| 2012                                                     | „Say You’re Just a Friend” (singel Austina Mahone)                         | –                            | –                            | –                            | –                            | –                            | –                            | –                            | –                            | –                            | –                            | –                            | –                            | | Extended Play                          |
| 2013                                                     | „Sing La La La” (singel Caroliny Márquez wraz z Dale Saunders)             | –                            | –                            | 44                           | –                            | –                            | 60                           | 82                           | –                            | –                            | –                            | 70                           | –                            | - ITA: złota płyta | –                                      |
| 2013                                                     | „Danse” (singel Tal)                                                       | –                            | –                            | –                            | –                            | –                            | 33                           | –                            | –                            | –                            | –                            | –                            | –                            | | À l’Infini                             |
| 2013                                                     | „Ride” (singel J Randa wraz z T-Painem)                                    | –                            | –                            | –                            | –                            | –                            | –                            | –                            | –                            | –                            | –                            | –                            | –                            | | –                                      |
| 2013                                                     | „I Don’t Mind” (singel Timati)                                             | –                            | –                            | –                            | –                            | –                            | –                            | –                            | –                            | –                            | –                            | –                            | –                            | | –                                      |
| 2013                                                     | „One Night Stand” (singel TWiiNS)                                          | –                            | –                            | –                            | –                            | –                            | –                            | –                            | –                            | –                            | –                            | –                            | –                            | | –                                      |
| 2014                                                     | „There Goes My Baby” (singel Enrique Iglesiasa)                            | –                            | –                            | –                            | –                            | –                            | –                            | –                            | –                            | –                            | –                            | –                            | 50                           | | Sex and Love                           |
| 2015                                                     | „Tonight Belongs to U!” (singel Jeremiha)                                  | –                            | –                            | –                            | –                            | –                            | –                            | –                            | –                            | –                            | –                            | –                            | –                            | | –                                      |
| 2016                                                     | „At Night” (singel Liz Elias)                                              | –                            | –                            | –                            | –                            | –                            | –                            | –                            | –                            | –                            | –                            | –                            | –                            | | –                                      |
| 2016                                                     | „Greenlight” (singel Pitbulla wraz z LunchMoney Lewisem)                   | 95                           | –                            | –                            | –                            | –                            | –                            | 90                           | –                            | –                            | –                            | –                            | –                            | | Climate Change                         |
| 2017                                                     | „Champagne On Me” (singel Lotusa wraz z Arlissą)                           | –                            | –                            | –                            | –                            | –                            | –                            | –                            | –                            | –                            | –                            | –                            | –                            | | –                                      |
| 2018                                                     | „Right On Time” (singel Ray J'a wraz z Brandy i Designer Doubtem)          | –                            | –                            | –                            | –                            | –                            | –                            | –                            | –                            | –                            | –                            | –                            | –                            | | –                                      |
| 2021                                                     | „Adrenalina” (singel Senhit)                                               | –                            | –                            | –                            | –                            | –                            | –                            | –                            | –                            | –                            | 80                           | –                            | 99                           | | –                                      |
| „–” oznacza, że singel nie był notowany na danej liście. |                                                                            |                              |                              |                              |                              |                              |                              |                              |                              |                              |                              |                              |                              | |                                        |

### Single promocyjne
| Rok                                                      | Tytuł                                                      | Najwyższe pozycje na listach | Najwyższe pozycje na listach | Album                     |
| Rok                                                      | Tytuł                                                      | USA                          | CAN                          | Album                     |
| -------------------------------------------------------- | ---------------------------------------------------------- | ---------------------------- | ---------------------------- | ------------------------- |
| 2007                                                     | „Birthday”                                                 | –                            | –                            | Mail on Sunday            |
| 2007                                                     | „Radio”                                                    | –                            | –                            | Mail on Sunday            |
| 2008                                                     | „Roll” (wraz z Seanem Kingstonem)                          | 61                           | 43                           | Mail on Sunday            |
| 2009                                                     | „Touch Me”                                                 | –                            | –                            | R.O.O.T.S.                |
| 2009                                                     | „Balla” (wraz z Brisco & Billy Blue)                       | –                            | –                            | R.O.O.T.S.                |
| 2009                                                     | „Available” (wraz z Akonem)                                | –                            | 89                           | R.O.O.T.S.                |
| 2009                                                     | „Good Girls Go Bad” (Frank E Remix) (utwór Cobra Starship) | –                            | –                            | Hot Mess                  |
| 2010                                                     | „Come with Me”                                             | –                            | –                            | Only One Flo (Part 1)     |
| 2011                                                     | „Turn Around, Pt. 2” (wraz z Pitbullem)                    | –                            | –                            | The Hangover Part II      |
| 2011                                                     | „In the Dark (Remix)” (singel Dev)                         | –                            | –                            | The Night the Sun Came Up |
| „–” oznacza, że singel nie był notowany na danej liście. |                                                            |                              |                              |                           |

## Pozostałe notowane utwory
| Rok                                                     | Tytuł                                                 | Najwyższe pozycje na listach | Najwyższe pozycje na listach | Najwyższe pozycje na listach | Najwyższe pozycje na listach | Najwyższe pozycje na listach | Najwyższe pozycje na listach | Najwyższe pozycje na listach | Album     |
| Rok                                                     | Tytuł                                                 | AUS                          | AUT                          | CAN                          | DEU                          | NOR                          | CHE                          | GBR                          | Album     |
| ------------------------------------------------------- | ----------------------------------------------------- | ---------------------------- | ---------------------------- | ---------------------------- | ---------------------------- | ---------------------------- | ---------------------------- | ---------------------------- | --------- |
| 2008                                                    | „Starstruck” (utwór Lady Gagi wraz ze Space Cowboyem) | –                            | –                            | 74                           | –                            | –                            | –                            | 191                          | The Fame  |
| 2012                                                    | „Run” (wraz z Redfoo)                                 | 44                           | –                            | 29                           | –                            | –                            | –                            | –                            | Wild Ones |
| 2012                                                    | „In My Mind (Part 2)” (wraz z Georgim Kayem)          | 44                           | –                            | –                            | –                            | –                            | –                            | –                            | Wild Ones |
| 2012                                                    | „Let It Roll (Part 2)” (wraz z Lilem Wayne’em)        | 77                           | –                            | –                            | –                            | –                            | –                            | –                            | Wild Ones |
| 2015                                                    | „My House”                                            | –                            | 36                           | –                            | 50                           | 24                           | –                            | –                            | My House  |
| 2015                                                    | „Here It Is” (wraz z Chrisem Brownem)                 | –                            | –                            | –                            | 94                           | –                            | 50                           | –                            | My House  |
| „–” oznacza, że utwór nie był notowany na danej liście. |                                                       |                              |                              |                              |                              |                              |                              |                              |           |

## Teledyski
| Rok  | Tytuł                         | Reżyser                |
| ---- | ----------------------------- | ---------------------- |
| 2007 | „Low”                         | Bernard Gourley        |
| 2008 | „Move Shake Drop (Remix)”     | CreativeSeen           |
| 2008 | „Elevator”                    | Gil Green              |
| 2008 | „In the Ayer”                 | Shane Drake            |
| 2008 | „Running Back”                | Fin Edquist            |
| 2009 | „Right Round”                 | Malcolm Jones          |
| 2009 | „Magic”                       | Chris Larceny          |
| 2009 | „Shone”                       | Zollo                  |
| 2009 | „Sugar”                       | Shane Drake            |
| 2009 | „Available”                   | David Rousseau         |
| 2009 | „Jump”                        | Chris Robinson         |
| 2009 | „Drop That”                   | David Rousseau         |
| 2009 | „Cause a Scene”               | David Rousseau         |
| 2009 | „Touch Me”                    | –                      |
| 2009 | „Bad Boys”                    | Bryan Barber           |
| 2009 | „Good Girls Like Bad Boys”    | Claire Carre           |
| 2009 | „Feel It”                     | Rich Newey             |
| 2010 | „Caught Me Slippin”           | Malcolm Jones          |
| 2010 | „Dancin’ for Me”              | Jeffrey Elmont         |
| 2010 | „iYiYi”                       | Mark Staubach          |
| 2010 | „You Make the Rain Fall”      | Alex Moors             |
| 2010 | „Club Can’t Handle Me”        | Marc Klasfeld          |
| 2010 | „Higher”                      | Taylor Cohen           |
| 2010 | „Turn Around (5, 4, 3, 2, 1)” | Dale "Rage" Resteghini |
| 2010 | „Who Dat Girl”                | Ray Kay                |
| 2011 | „Where Them Girls At”         | Dave Meyers            |
| 2011 | „Take Over”                   | Dale "Rage" Resteghini |
| 2011 | „Good Feeling”                | Erik White             |
| 2011 | „Hangover”                    | Martin Weisz           |
| 2012 | „Wild Ones”                   | Erik White             |
| 2012 | „Whistle”                     | Marc Klasfeld          |
| 2012 | „I cry”                       | Marc Klasfeld          |